# Tyler Bertuzzi
Pour les articles homonymes, voir Bertuzzi.
Tyler Bertuzzi (né le 24 février 1995 à Sudbury dans la province d'Ontario au Canada) est un joueur professionnel canadien de hockey sur glace. Il évolue au poste d'ailier. 
Il est le neveu de Todd Bertuzzi, également joueur de hockey professionnel.

## Biographie
Il est repêché au 58e rang par les Red Wings de Détroit au deuxième tour lors du repêchage d'entrée dans la LNH 2013 alors qu'il évoluait pour le Storm de Guelph dans la LHO. Il devient professionnel vers la fin de la saison 2014-2015 avec les Griffins de Grand Rapids, équipe affiliée aux Red Wings dans la LAH.
Il joue ses premières parties dans la LNH durant la 2016-2017 avec les Red Wings en prenant part à sept parties. Lors de la même saison, du côté de la LAH, il aide les Griffins à remporter la Coupe Calder en séries éliminatoires et se voit remettre le trophée Jack-A.-Butterfield du meilleur joueur des séries après une performance de 19 points en autant de matchs.
Le 2 mars 2023, il est échangé aux Bruins de Boston. En retour, les Red Wings reçoivent une sélection protégée de 1re ronde en 2024 et un choix de 4e ronde en 2025. Dans cette transaction, les Red Wings retiennent 50% du salaire de Bertuzzi.
Le 2 juillet 2023, l'attaquant de 28 ans, reconnu pour déranger l'adversaire, signe un contrat de 5,5 millions $ avec les Maple Leafs de Toronto.

## Statistiques

### En club
| Saison     | Équipe                   | Ligue      |     | Saison régulière | Saison régulière | Saison régulière | Saison régulière | Saison régulière |    | Séries éliminatoires | Séries éliminatoires | Séries éliminatoires | Séries éliminatoires | Séries éliminatoires |
| Saison     | Équipe                   | Ligue      | PJ  | B                | A                | Pts              | Pun              | PJ               | B  | A                    | Pts                  | Pun                  |                      |                      |
| 2011-2012  | Storm de Guelph          | LHO        | 61  | 6                | 11               | 17               | 117              | 6                | 0  | 2                    | 2                    | 7                    |                      |                      |
| 2012-2013  | Storm de Guelph          | LHO        | 43  | 13               | 9                | 22               | 68               | 5                | 0  | 0                    | 0                    | 14                   |                      |                      |
| 2013-2014  | Storm de Guelph          | LHO        | 29  | 9                | 25               | 34               | 49               | 18               | 10 | 7                    | 17                   | 24                   |                      |                      |
| 2014-2015  | Storm de Guelph          | LHO        | 68  | 43               | 55               | 98               | 91               | 9                | 6  | 2                    | 8                    | 10                   |                      |                      |
| 2014-2015  | Griffins de Grand Rapids | LAH        | 2   | 1                | 0                | 1                | 0                | 14               | 7  | 5                    | 12                   | 10                   |                      |                      |
| 2015-2016  | Griffins de Grand Rapids | LAH        | 71  | 12               | 18               | 30               | 133              | 9                | 7  | 1                    | 8                    | 8                    |                      |                      |
| 2016-2017  | Griffins de Grand Rapids | LAH        | 48  | 12               | 25               | 37               | 37               | 19               | 9  | 10                   | 19                   | 50                   |                      |                      |
| 2016-2017  | Red Wings de Détroit     | LNH        | 7   | 0                | 0                | 0                | 0                | -                | -  | -                    | -                    | -                    |                      |                      |
| 2017-2018  | Griffins de Grand Rapids | LAH        | 16  | 7                | 7                | 14               | 34               | -                | -  | -                    | -                    | -                    |                      |                      |
| 2017-2018  | Red Wings de Détroit     | LNH        | 48  | 7                | 17               | 24               | 39               | -                | -  | -                    | -                    | -                    |                      |                      |
| 2018-2019  | Red Wings de Détroit     | LNH        | 73  | 21               | 26               | 47               | 36               | -                | -  | -                    | -                    | -                    |                      |                      |
| 2019-2020  | Red Wings de Détroit     | LNH        | 71  | 21               | 27               | 48               | 40               | -                | -  | -                    | -                    | -                    |                      |                      |
| 2020-2021  | Red Wings de Détroit     | LNH        | 9   | 5                | 2                | 7                | 4                | -                | -  | -                    | -                    | -                    |                      |                      |
| 2021-2022  | Red Wings de Détroit     | LNH        | 68  | 30               | 32               | 62               | 47               | -                | -  | -                    | -                    | -                    |                      |                      |
| 2022-2023  | Red Wings de Détroit     | LNH        | 29  | 4                | 10               | 14               | 23               | -                | -  | -                    | -                    | -                    |                      |                      |
| 2022-2023  | Bruins de Boston         | LNH        | 21  | 4                | 12               | 16               | 6                | 7                | 5  | 5                    | 10                   | 26                   |                      |                      |
| 2023-2024  | Maple Leafs de Toronto   | LNH        | 80  | 21               | 22               | 43               | 53               | 7                | 1  | 3                    | 4                    | 6                    |                      |                      |
| Totaux LNH | Totaux LNH               | Totaux LNH | 406 | 113              | 148              | 261              | 248              | 14               | 6  | 8                    | 14                   | 32                   |                      |                      |

### En équipe nationale
| Année | Équipe | Compétition          |   | PJ | B | A | Pts | Pun               |  | Résultat |
| 2019  | Canada | Championnat du monde | 5 | 0  | 0 | 0 | 0   | Médaille d'argent |  |          |

## Trophées et honneurs personnels

### Ligue de hockey de l'Ontario (LHO)
- 2013-2014 : champion de la Coupe J.-Ross-Robertson avec le Storm de Guelph
- 2014-2015 : nommé dans la deuxième équipe d'étoiles de la LHO

### Ligue américaine de hockey (LAH)
- 2016-2017 :
  - champion de la Coupe Calder avec les Griffins de Grand Rapids
  - remporte le trophée Jack-A.-Butterfield du meilleur joueur de la LAH en séries éliminatoires

### Ligue nationale de hockey (LNH)
- 2019-2020 : participe au 65e Match des étoiles